# Heleodromia rami
Heleodromia rami är en tvåvingeart som beskrevs av Wagner, Leese och Arne Panesar 2004. Heleodromia rami ingår i släktet Heleodromia och familjen Brachystomatidae. Inga underarter finns listade i Catalogue of Life.